# Маршалска Острва на Светском првенству у атлетици на отвореном 2022.
Маршалска Острва су учествовала на 18. Светском првенству у атлетици на отвореном 2022. одржаном у Јуџину  од 15. до 25. јула седми пут. Репрезентацију Маршалских Острва представљао је 1 такмичарка која се такмичила у трци на 100 метара.,
На овом првенству такмичарка Маршалских Острва није освојила ниједну медаљу, али је оборила лични рекорд.

## Учесници
Жене:
- Ka'Alieena Bien — 100 м

## Резултати

### Жене
| Атлетичарка     | Дисциплина | Лични рекорд | Квалификације | Квалификације | Полуфинале            | Полуфинале            | Финале                | Финале       | Детаљи |
| Атлетичарка     | Дисциплина | Лични рекорд | Резултат      | Место         | Резултат              | Место                 | Резултат              | Место        | Детаљи |
| --------------- | ---------- | ------------ | ------------- | ------------- | --------------------- | --------------------- | --------------------- | ------------ | ------ |
| Ka'Alieena Bien | 100 м      |              | 14,71 ЛР      | 7. гр. 4      | Није се квалификовала | Није се квалификовала | Није се квалификовала | 49 / 67 (71) |        |